# Mila (lantbruksmässa)
Lantbruksmässan Mila är en fackmässa för djurhållning och inomgård på Malmömässan. Mässan har arrangerats i nuvarande form sedan 1964, men har sina rötter i Skånska hushållningssällskapens jubileumslandtbruksmöte i Malmö 1914. 
På mässan finns utställare med produkter och tjänster för djurhållning och inomgård, som riktar sig till besökare med direkt eller indirekt anknytning till lantbruket. En stor och viktig del av mässan är djurbedömningarna som arrangeras samtliga dagar.